# Scopula sincera
Scopula sincera är en fjärilsart som beskrevs av W. Warren 1901. Scopula sincera ingår i släktet Scopula och familjen mätare. Inga underarter finns listade.